# Diors
Diors is een gemeente in het Franse departement Indre (regio Centre-Val de Loire) en telt 756 inwoners (2005). De plaats maakt deel uit van het arrondissement Châteauroux.

## Geografie
De oppervlakte van Diors bedraagt 25,7 km², de bevolkingsdichtheid is 29,4 inwoners per km².
De onderstaande kaart toont de ligging van Diors met de belangrijkste infrastructuur en aangrenzende gemeenten.

## Demografie
Onderstaande figuur toont het verloop van het inwonertal (bron: INSEE-tellingen).